# Alexie Alaïs
Alexie Alaïs (ur. 9 października 1994) – francuska lekkoatletka z Gujany Francuskiej specjalizująca się w rzucie oszczepem.
W 2011 była szósta na mistrzostwach świata juniorów młodszych oraz zdobyła brązowy medal na olimpijskim festiwalu młodzieży Europy. Podczas juniorskich mistrzostw świata w Barcelonie (2012) nie awansowała do finału.
Startując w barwach Gujany Francuskiej zwyciężała w zawodach CARIFTA Games w sezonach 2011 i 2012.
Rekord życiowy: 63,46 (10 sierpnia 2019, Bydgoszcz).

## Osiągnięcia
| Rok  | Impreza                                 | Miejsce         | Lokata            | Wynik |
| ---- | --------------------------------------- | --------------- | ----------------- | ----- |
| 2011 | CARIFTA Games                           | Montego Bay     | 1. miejsce        | 47,24 |
| 2011 | Mistrzostwa świata juniorów młodszych   | Lille Metropole | 6. miejsce        | 49,33 |
| 2011 | Olimpijski festiwal młodzieży Europy    | Trabzon         | 3. miejsce        | 50,94 |
| 2012 | CARIFTA Games                           | Hamilton        | 1. miejsce        | 47,17 |
| 2012 | Mistrzostwa świata juniorów             | Barcelona       | el. – 13. miejsce | 50,52 |
| 2013 | Mistrzostwa Europy juniorów             | Rieti           | el. – 22. miejsce | 40,83 |
| 2014 | Superliga drużynowych mistrzostw Europy | Brunszwik       | 12. miejsce       | 47,40 |
| 2018 | Mistrzostwa Europy                      | Berlin          | 6. miejsce        | 60,01 |
| 2019 | Superliga drużynowych mistrzostw Europy | Bydgoszcz       | 1. miejsce        | 63,46 |
| 2019 | Mistrzostwa świata                      | Doha            | el. – 14. miejsce | 60,46 |